# Komárov (kraj środkowoczeski)
Komárov – miasteczko i gmina w Czechach, w powiecie Beroun, w kraju środkowoczeskim. Według danych z dnia 1 stycznia 2013 liczyła 2 462 mieszkańców.